# Piła
Piła là một thị trấn thuộc hạt Piła, tỉnh Greater Poland, phía tây bắc Ba Lan. Từ năm 1975 – 1998, thị trấn nằm trong tỉnh Piła, kể từ năm 1999 đến nay, nó thuộc quyền quản lý của tỉnh Greater Poland. Thị trấn có diện tích 102,68 km². Tính đến năm 2017, dân số của thị trấn là 73.791 người với mật độ 718 người/km². Do đó, thị trấn trở thành thị trấn lớn thứ tư trong tỉnh sau Poznań, Kalisz, Konin và là thị trấn lớn nhất ở phía bắc Greater Poland.
Thị trấn nằm trên sông Gwda, nổi tiếng với những công viên xanh mướt cùng với những khu rừng nguyên sinh tuyệt đẹp. Đồng thời đây cũng là một trung tâm đường bộ và đường sắt quan trọng, nó nằm ở giao lộ giữa hai tuyến đường sắt: từ Poznań đi Szczecin và từ Bydgoszcz đi Krzyż Wielkopolski.

## Khí hậu
Khu vực này được đặc trưng bởi kiểu khí hậu đại dương với sự chênh lệch nhiệt độ giữa vùng cao và vùng thấp là không đáng kể, lượng mưa hàng năm ổn định.

## Một số địa điểm tham quan nổi tiếng trong thị trấn
- Bảo tàng Stanisław Staszic

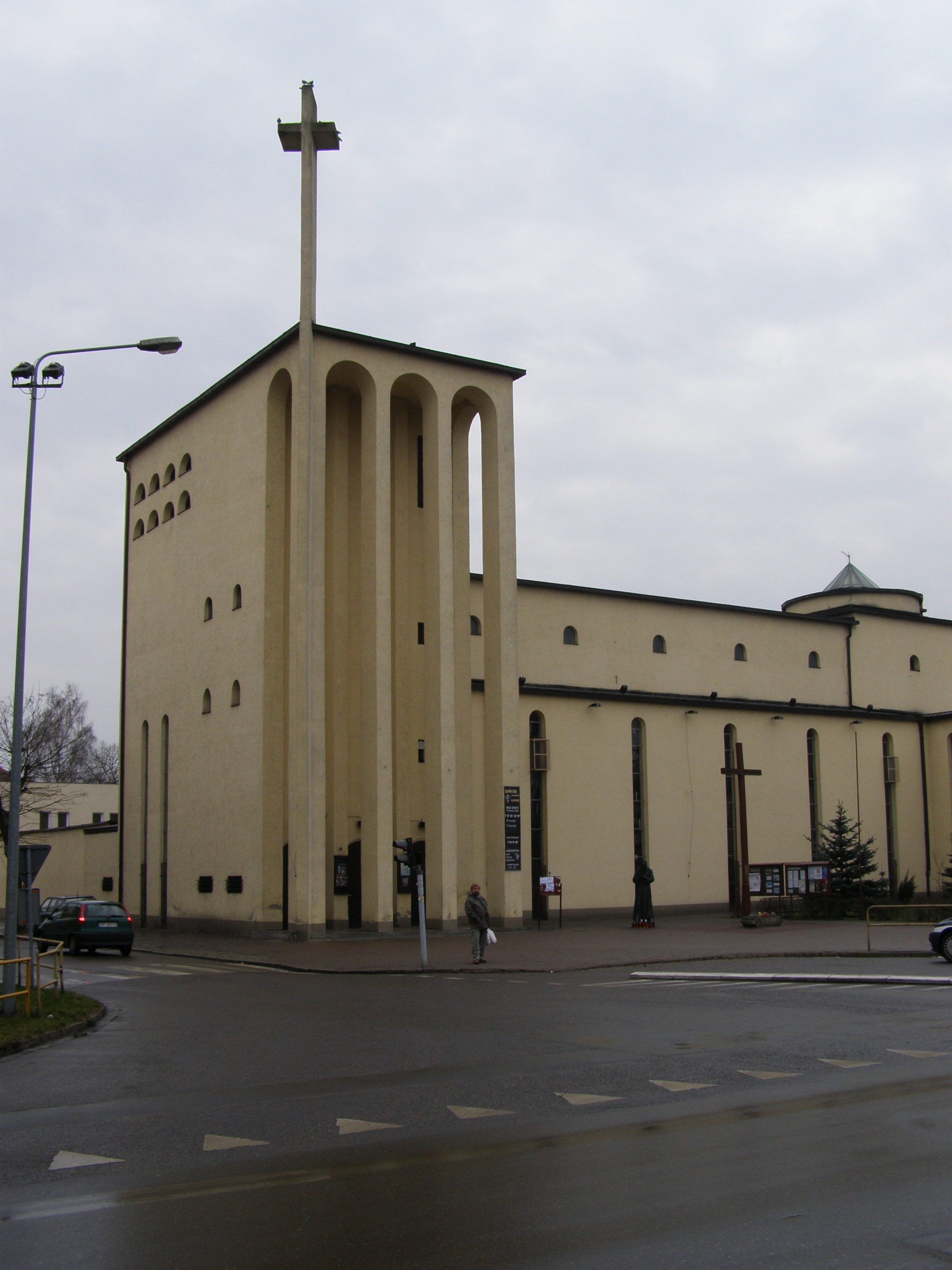
Nhà thờ thánh Anthony

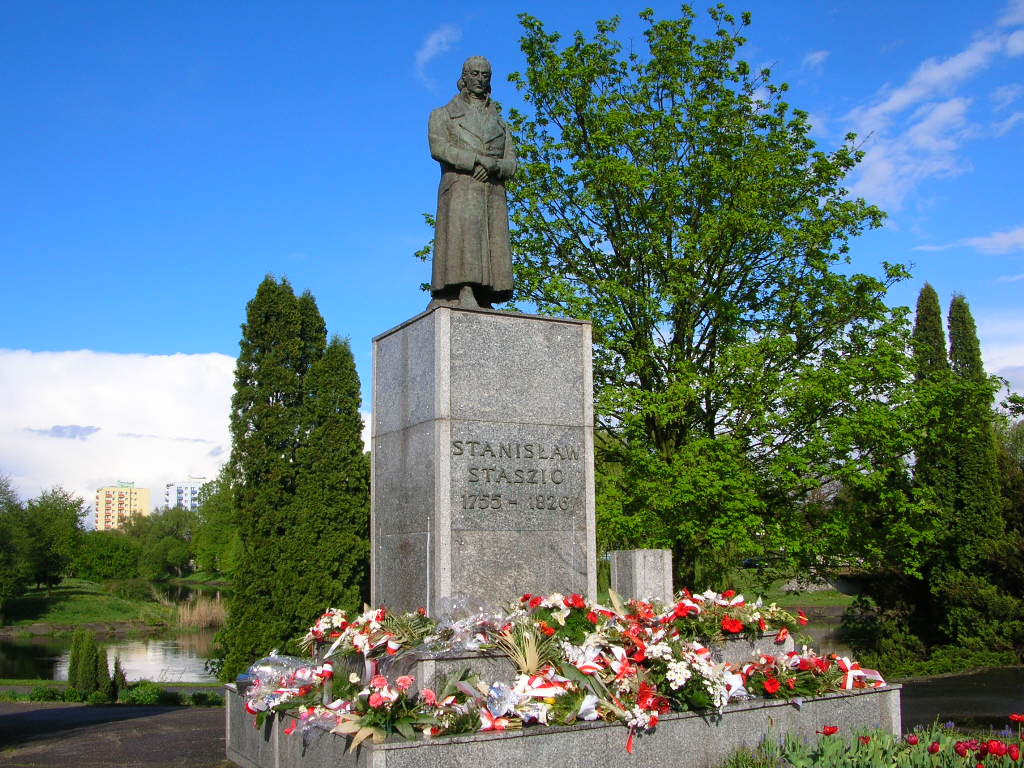
Tượng đài Stanisław Staszic ở Piła

- Nhà thờ Thánh Stanislaus Kostka, được xây dựng theo phong cách Neo-Gothic
- Nhà thờ Holy Family, được xây dựng theo phong cách Neo-baroque, trước đây là nhà thờ của Prałatura Pilska
- Nhà thờ Thánh Anthony với hình tượng Giêsu bằng gỗ lớn nhất châu Âu, cao 7 m, nhà thờ được xây dựng năm 1930

## Thể thao
- PTPS Piła - đội bóng chuyền nữ chơi ở PlusLiga Kobiet (Giải bóng chuyền nữ Ba Lan), từng vô địch các mùa giải 1998/1999, 1999/2000, 2000/2001, 2001/2002
- Joker Piła - đội bóng chuyền nam
- Basket Piła - đội bóng rổ nam
- Polonia Piła - đội đua tốc độ, từng giành chức vô địch năm 1999

## Những nhân vật nổi tiếng xuất thân từ thị trấn
- Wolfgang Altenburg (sinh năm 1928) - cựu Tham mưu trưởng Bundeswehr
- Dirk Galuba (sinh năm 1940) - diễn viên người Đức
- Carl Friedrich Goerdeler (1884 - 1945), chính trị gia người Đức
- Fritz Goerdeler (1886 - 1945) - luật sư người Đức
- Andrzej Gronowicz (sinh năm 1951) - vận động viên người Ba Lan
- Maximilian Kaller (1880 - 1947) - tổng giám mục nhà thờ Công giáo La Mã đầu tiên của thị trấn
- Hein Kötz (sinh năm 1935) - luật sư người Đức
- Erwin Kramer (1902 - 1979) - chính trị gia người Đức
- Ben Mendelsohn (sinh năm 1969) - diễn viên người Úc
- Jo Mihaly (1902 - 1989) - vũ công và nhà văn người Đức
- Karl Retzlaw (1896 - 1979) - chính trị gia người Đức
- Eberhard Schenk (sinh năm 1929) - vận động viên người Đức
- Bernard Schultze (1915 - 2005) - họa sĩ người Đức
- Kasia Smutniak (sinh năm 1979 - nữ diễn viên Ba Lan
- Stanisław Staszic (1755 - 1826) - một linh mục, triết gia, nhà địa chất, nhà văn và cũng là một nhà kinh tế của Ba Lan
- Wolfgang Thonke (sinh năm 1938) - tướng Đông Đức
- Johanna Töpfer (1929 - 1990) - chính trị gia người Đức